# Kościół Świętego Wawrzyńca w Dynowie
Kościół Świętego Wawrzyńca w Dynowie – rzymskokatolicki kościół parafialny należący do dekanatu Dynów archidiecezji przemyskiej.
Obecna świątynia ufundowana, przez Małgorzatę z Dynowa, została zbudowana i poświęcona w 1462 roku, jako posiadająca murowane prezbiterium i drewnianą nawę. Około 1604 roku Katarzyna z Maciejewskich Wapowska przeznaczyła środki finansowe na przebudowę świątyni. Zostały wtedy drewniane ściany nawy zastąpione murowanymi i zachowana została w tym poprzednia forma świątyni. Budowla została konsekrowana w 1617 roku przez arcybiskupa lwowskiego Andrzeja Pruchnickego. W czasie najazdu wojsk Jerzego II Rakoczego w 1657 roku wnętrze świątyni zostało poważnie uszkodzone przez pożar. Po odbudowie budowla została konsekrowana w 1663 roku przez biskupa przemyskiego Stanisława Sarnowskiego. Świątynia była restaurowana w latach 1891–1894. Polichromia została wykonana w 1969 roku przez artystę Stanisława Szmuca. Wyposażenie wnętrza zostało wykonane w XVII – XIX wieku. W kaplicy w ołtarzu znajduje się obraz Matki Boskiej z Dzieciątkiem, powstały w XVI wieku.